# Сун Ятсен
В това китайско име фамилията Сун стои пред личното име.
Сун Ятсен (на китайски: 孫逸仙) е китайски революционер и политик.
Играе важна роля при свалянето на династията Цин по време на Синхайската революция. Става първия президент (временен) на новосъздадената република (1912), а след това е сред основателите и първият лидер на партията Гоминдан. Обединяваща фигура през първите години на републиката, той е сред малкото китайски политици от XX век, уважавани от противопоставящите се страни на Тайванския проток – днес Сун Ятсен е определян като „баща на нацията“ в Република Китай и като „предвестник на народната революция“ в Китайската народна република.
Макар че Сун Ятсен е смятан за един от най-значимите лидери на съвременен Китай, политическата му дейност е съпътствана от непрекъсната борба и многократни изгнания. Начело на организацията Тунмънхуей, обединила няколко разпокъсани опозиционни групи, в продължение на години той полага усилия за поддържане на революционния дух и за финансиране на въоръжени опити за сваляне на режима. След успеха на революцията той бързо губи властта и оглавява поредица от революционни правителства, противопоставящи се на местни лидери, контролиращи по-голямата част от страната. Сун не доживява времето, когато Гоминдан успява да укрепи властта си в цялата страна със Северния поход.
След смъртта на Сун Ятсен Гоминдан, която участва в крехък съюз с комунистите, се разделя на две крила. Така основно наследство от политическата дейност на Сун остава философията на т.нар. Три народни принципа – национализъм, народовластие и народно благосъстояние. Негова заслуга е и въвеждането на републиканския календар Мингуо, както и стила в облеклото, приписван в чужбина на Мао Дзъдун.

## Имена
Рожденото име на Сун Ятсен е Сун Уън (孫文), а родословното му име е (孫德明), а като дете го наричат Дисян (帝象). Официалното му име е Дзайджъ (載之), а кръщелното – Жъсин (日新). Популярното по света име 逸仙, което се произнася като Ятсен на кантонски и като Исиен на мандарин, той получава, докато учи в Хонконг. В Китай е по-известен с името 孫中山, произнасяно на мандарин като Сун Джуншан, което идва от японското прозвище Накаяма (中山樵), което му дава философа Тотен Миядзаки.

## Биография

### Ранни години
Сун Ятсен е роден на 12 ноември 1866 година в Цуейхън, село в провинция Гуандун, разположено на морския бряг срещу островите на Хонконг. Той е третият син в семейството на бедни селяни от етническата група хакка и от малък помага в стопанството им.
На десетгодишна възраст Сун Ятсен започва да учи в местното училище, където се сприятелява със своя бъдещ съратник Лу Хаодун. През 1878 година заминава за Хонолулу в Кралство Хаваи, където живее по-големият му брат Сун Мей. Там той учи в училището Иолани, където изучава английски, британска история, математика, природни науки и християнско вероучение, като за бързото научаване на английски език получава награда от хавайския крал Калакауа. След като завършва Иолани Сун учи един семестър в училището Оаху Колидж (днес Пунахоу), но през 1883 година брат му го изпраща обратно в Китай, опасявайки се, че ще приеме християнството.
След като се връща в родното си село Сун Ятсен отново се сближава с Лу Хаодун. Те се възмущават от традиционния порядък в селото – от примитивните лечебни практики до почитането на императора-бог. След като строшават статуята на божеството в местния храм, двамата са прогонени от съселяните си и заминават за Хонконг. Там Сун Ятсен учи в Епархийското мъжко училище, а през 1884 – 1886 година – в Правителственото централно училище (днес Куинс Колидж).
Малко след пристигането си в Хонконг Сун Ятсен е кръстен от американски конгрегационалистки мисионер, с когото се сприятелява. Приемането на християнството оказва влияние върху политическите възгледи на Сун, който разглежда революцията, като сходна на спасителната мисия на Църквата.
На 20-годишна възраст Сун се жени за съселянката си Лу Мужен, от която има синСун Фо и 2 дъщери: Сун Джин Ян и Сун Джин Уан.

### Начало на революционна дейност
През 1886 година Сун Ятсен започва да се подготвя за лекар и постъпва в Офталмологичната болница в Гуанджоу, където работи под ръководството на американския презвитериански мисионер Джон Глазгоу Кер. След това постъпва в Хонконгския медицински колеж за китайци, едно от първите модерни медицински училища в Далечния изток, и през 1892 година се дипломира като правоспособен доктор по медицина. За отбелязване е фактът, че от 12-те души в неговия клас той е един от двамата, които успяват да завършат колежа.
Докато следва в Хонконг Сун Ятсен става част от опозиционна група, която включва още Ян Хълин, Чън Шаобай и Уан Лие и която става известна като „Четиримата разбойници“. През 1891 година той се запознава с друга опозиционна група, включваща Ян Куейуан, основателя на литературното дружество Фужън.
След дипломирането си Сун Ятсен се посвещава главно на политическа дейност. През 1894 година той пише петиция до генерал-губернатора на Джъли Ли Хунджан, в която излага своите възгледи за модернизацията на Китай. Той пътува до Тиендзин, за да обсъди петицията с Ли, но не е приет от него. Разочарован от този неуспех, Сун заминава отново за Хаваи, където основава организацията Синджунхуей, която си поставя за цел организирането на политическа революция, която да даде възможност за модернизацията на Китай. Синджунхуей включва главно китайски емигранти, най-вече от по-бедните съсловия. Малко след основаването на организацията към нейния хонконгски клон се присъединява дружеството Фужън. Сун Ятсен става секретар, а Ян Куейуан председател на хонконгския клон, като за прикритие на политическата си дейност използват търговско предприятие.

### Опити за въстание и изгнание
През 1895 година Китай претърпява унизително поражение в Първата китайско-японска война, което предизвиква раздвижване в обществения живот. Влиятелна група интелектуалци, като Кан Йоууей и Лян Цичао, се обявяват за модернизация на страната при запазване на управляващата манджурска династия Цин. Опасявайки се, че свалянето на династията ще предизвика политически хаос и ще изложи страната на опасността от намеса на външни сили, те убеждават император Гуансю да обяви т.нар. Стодневна реформа, която претърпява бърз провал през 1898 година.
В същото време по-радикалните привърженици на модернизацията, като Сун Ятсен и Дзоу Жун, се обявяват за революция, която да отстрани династията, да въведе републиканско управление и да открие пътя към бърза модернизация. През октомври 1898 година хонконгската група на Синджунхуей решава да организира бунт и да завземе големият южен град Гуанджоу. Ян Куейуан координира действията на групата от Хонконг, а Сун Ятсен отива на място в Гуанджоу, но заговорът е разкрит и много от участниците са заловени от властите. Сун Ятсен успява да избяга, но по искане на китайското правителство администрацията на Хонконг му забранява да пребивава там в продължение на 5 години.
Първоначално Сун Ятсен заминава за Япония, където получава финансова помощ и се сприятелява с Тотен Миядзаки. Сред хората, с които се запознава там е и филипинския общественик Мариано Понсе. От Япония Сун заминава на обиколка в Европа и Северна Америка, за да събира финансови средства за революционната си дейност. Докато се намира в Лондон, той е задържан в китайското посолство, но след като случаят придобива широка публичност, най-вече след поредица публикации на вестник „Таймс“, британското външно министерство се намесва и той е освободен 12 дни след задържането.
При първото си посещение в Съединените щати Сун Ятсен отново е арестуван в продължение на 17 дни въз основа на ограниченията за имиграция от Китай. По-късно, през 1904 година, той се сдобива с фалшив акт за раждане в Хаваи, който му дава право на американско гражданство.
Със съдействието на Миядзаки Сун Ятсен се установява в контролирания по това време от японците Тайван и оттам се опитва да координира дейността на своите съмишленици в Китай. През октомври 1900 година той дава началото на Хуейджоуското въстание, в което опозиционните сили са подпомогнати от триадите. Събрана е 20-хилядна армия, която прави неуспешен опит да завземе Хуейджоу и след двуседмична съпротива е разпръсната от правителствените войски. Участието на Сун Ятсен в заговора става известно и японското правителство му забранява да се занимава с подобна дейност в Тайван. Забраната ограничава работата му само за кратка. Така през 1904 година той обявява за основна цел на революционното движение „да прогони татарските варвари, да възроди Китай, да установи република и да разпредели земята по равно между хората“.

### Синхайска революция

#### Начело на Тунмънхуей
На 20 август 1905 година Сун Ятсен обединява своята организация с тази на група китайски студенти в Токио и оглавява новата революционна организация Тунмънхуей (Обединена лига). Той посвещава следващите години на организационна работа сред емиграцията и на търсене на финансиране за въоръжени бунтове в страната.
Тунмънхуей бързо набира популярност в средите на емиграцията и през 1906 година вече наброява почти хиляда членове. През същата година Сун пътува в Югоизточна Азия, където успява да получи подкрепата на някои видни търговци от китайски произход и Сингапур се превръща в един от важните центрове на организацията.
През 1907 година Тунмънхуей организира четири краткотрайни бунта в Китай – в Прохода на приятелството на границата с Виетнам, в Хуанган в провинция Хубей, в Хуейджоу в провинция Гуандун и в Цинджоу в провинция Гуанси. През следващата година следват два нови бунта – поход от Виетнам към Цинджоу и при Хъкоу в провинция Юннан. При всички тях относително малочислени бунтовнически сили се възползват от лошата организация на правителството и в продължение на дни установяват контрол над даден град или околия, след което армията ги разпръсква.
Поредицата от неуспехи предизвиква разногласия в Тунмънхуей, като още през 1907 година някои членове на организацията оспорват методите на Сун Ятесн. В китайската преса в Сингапур се появяват обвинения срещу него, че използва революционното движение за лично обогатяване. Самият Сун енергично отхвърля тези твърдения, но в организацията се формират две противостоящи крила на негови поддръжници и противници. Донякъде в резултат на тези нападки, през юли 1910 година Сун Ятсен се премества от Сингапур в Пенанг, където малко по-късно започва да издава ежедневника „Гунахуа Жибао“.

#### Установяване на републиката
В края на 1910 година привържениците на Сун Ятсен в Тунмънхуей провеждат в Пенанг конференция, на която вземат решение за организиране на голямо въстание, към което трябва да бъдат привлечени части на армията в Гуандун. За тази цел е организирана голяма кампания за набиране на средства сред китайските имигранти в Малая, при която са събрани 187 хиляди хонконгски долара. Малко след конференцията Сун е принуден от британските колониални власти да напусне Малая и заминава за Съединените щати.
С прякото ръководство на въстанието е натоварен близкия сподвижник на Сун Хуан Син. Бунтът започва в Гуанджоу на 27 април 1911 година, но отново не е постигнат успех. На 10 октомври Хуан Син оглавява нов метеж в армията, станал известен като Учанско въстание. Този път бунтовниците успяват да удържат позициите си в продължение на месец и половина. Това окуражава опозиционните сили и към бунта се присъединяват и други провинции, с което се поставя началото на Синхайската революция. Опитвайки се да овладее събитията, в началото на декември главнокомандващият на имперските сили Юен Шъкай сключва примирие с бунтовниците.
След като научава за успеха на Учанското въстание, на 21 декември 1911 година Сун Ятсен се завръща в Китай. На 29 декември в Нандзин се събират представители на бунтовниците от различните провинции, които приемат временна конституция и избират временно правителство, оглавено от Сун Ятсен като временен президент. Хуан Син става военен министър, а Ли Юенхун, генерал от имперската армия, взел участие в Учанското въстание, е избран за временен вицепрезидент като компромис между представителите на Тунмънхуей и на армията. Събранието обявява 1 януари 1912 година за първи ден от първата година на Република Китай.
Въпреки обявяването на Републиката, големи части от Северен Китай остават под контрола на водената от Юен Шъкай Бейянска армия. Временното правителство не разполага със собствени военни сили, като дори контролът му върху участвалите в революцията части е ограничен. То влиза в преговори с генерал Юен, като му предлага президентския пост в замяна на абдикацията на император Пу И. След абдикацията на 12 февруари, Сун Ятсен се оттегля от президентския пост, който на 10 март е зает от Юен Шъкай.

#### Основаване на Гоминдан
След постигнатото споразумение с Юен Шъкай временния парламент се премества от Нандзин в Пекин, като в него се оформя разделение между членовете на Тунмънхуей и привържениците на Юен, които формират Републиканската партия. Парламентарната група на Тунмънхуей се оглавява от Сун Дзяожън, който обединява организацията с няколко по-малки политически формации и на 25 август 1912 година основава в Пекин партията Гоминдан (Национална партия). Формално партията е оглавена от Сун Ятсен, като негов заместник става Хуан Син, но двамата са ангажирани в правителството и организационната работа и подготовката за предстоящите избори е възложена на Сун Дзяожън.
През декември 1912 и януари 1913 година в Китай са проведени избори за двукамарния парламент. Поради рестриктивния образователен и имуществен ценз право на участие в тях имат едва около 5% от населението, но те остават най-плуралистичните избори в китайската история. Гоминдан получава най-добър на изборите (269 от 596 места в долната камара и 123 от 274 места в Сената), изпреварвайки значително Републиканската партия (съответно 120 и 55 места). Няколко седмици преди първото заседание на Парламента лидерът на Гоминдан Сун Дзяоджън е убит при неясни обстоятелства. Голяма част от ръководството на партията, начело със Сун Ятсен, открито обвиняват за убийството временния президент Юен Шъкай, което довежда от разрив между правителството и Гоминдан.
Конфликтът се изостря и през юли 1913 година Сун Ятсен с ръководството на Гоминдан оглавява т.нар. Втора революция, при която военни части в Южен Китай се обявяват срещу северното Бейянско правителство на генерал Юен и овладяват големи части от страната. Те претърпяват военно поражение, но съпротивата им продължава до началото на септември, когато пада южната столица Нандзин. След неуспеха на бунта Сун Ятсен отново заминава в изгнание в Япония.
След първоначалния успех Юен Шъкай разпуска парламента и забранява Гоминдан, но така и не успява да укрепи властта си в цялата страна, като на много места се установяват местни управления с различна ориентация. През 1915 година той се обявява за император, но това предизвиква отрицателна реакция и той сам се отказва от титлата. Този ход предизвиква Войната за защита на републиката, при която Бейянското правителство окончателно губи контрол над Юга, където влиянието на Гоминдан става доминиращо.

### Гуанджоуско правителство
През 1922 г., между него и Чен Цзюнмин настъпва конфликт. Малко след това Сун Ятсен обявява създаването на Кантонското правителство и за да отрази японската агресия и обедини Китай, търси сътрудничество с комунистите, с надеждата за военна финансова поддръжка от страна на Коминтерна. Счита за висша цел създаването на силна държава, която може да заеме полагащото и се по право място.
Сун Ятсен умира от рак на жлъчния мехур на 12 март 1925 г. в Пекин. Погребан е в Нанкин.

## Политическа кариера
Сун Ятсен се опитва да направи провинция Гуандун база на революционните сили в страната, преди да поеме на обединителен поход на север, привлича в правителството си комунисти. Тази му дейност среща съпротива от страна на великите сили и местни милитаристи и през юни 1922 г. генерал Чън Дзюнмин извършва военен преврат и прогонва Сун Ятсен. През февруари 1923 г. обаче самият Чън е свален от негови противници, които отново канят Сун да оглави правителството.
Междувременно китайският Север става арена на милитаристки борби – Дзилийско-футиенска война от 1922 г. През 1924 г. дзилийският водач Цао Куню заема президентския пост, но е сменен на свой ред от Дуан Цижуей, който включва в новото правителство привърженици на Сун Ятсен. Тези събития принуждават Дуан Цижуей да излезе с инициатива за свикването на общокитайска обединителна конференция и кани на нея Сун Ятсен. Той приема и тръгва за Пекин, но умира, без да види мечтата си за единен Китай осъществена, на 12 март 1925 г.